# Tarvarjú

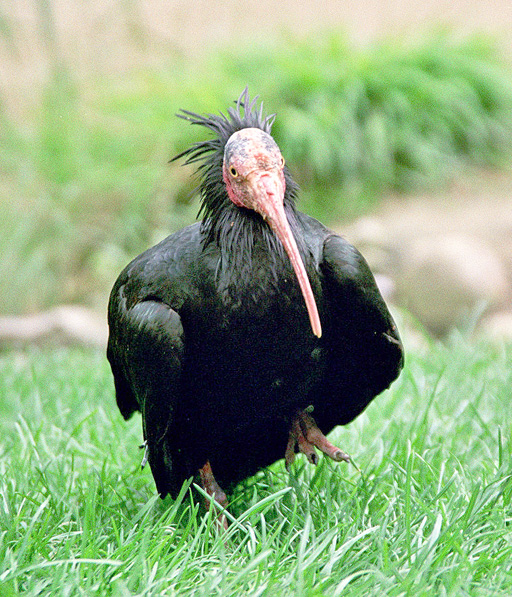

A tarvarjú (Geronticus eremita) a madarak (Aves) osztályának gödényalakúak (Pelecaniformes) rendjébe, ezen belül az íbiszfélék (Threskiornithidae) családjába és az íbiszformák (Threskiornithinae) alcsaládjába tartozó faj.

## Elterjedése
A tarvarjú egykor Európában is gyakori madár volt, amely Franciaországban, Svájcban, Németországban, Ausztriában, Magyarországon, Spanyolországban és a Balkán-félsziget nyugati részén is élt.
Közép-Európában a 16. században pusztult ki a vadászat és főként fiókáinak étkezési célú gyűjtése miatt.
Mostanában többféle visszatelepítési program folyik, melyek célja, hogy a tarvarjú újra költőfajjá váljon egykori elterjedési területén. A tarvarjú ma már csak Marokkóban él.
2005-ben vadon csak kb. 450 madár élt, fogságban nagyjából 2000 madár él.

## Megjelenése
Vörös, csupasz pofája és szintén vörös, hosszú, lefelé hajló csőre van. A tarkón hosszú tollakat találunk, melyeket a madár izgalom hatására fel tud mereszteni. Zöldes fényű fekete tollazata van, a középső evezőtollai vörösesen csillognak.
Egy felnőtt példány súlya 1400 gramm és 65-67 centiméter hosszú. A tojó valamivel kisebb és könnyebb a hímnél. A tarvarjú 15-20 évig él.

## Előfordulása
A tarvarjú egészen a középkorig nemcsak Észak-Afrikában és a Közel-Keleten élt, hanem előfordult Olaszországban, a Balkán-félszigeten, az Alpokban és Németország déli részén is.
Manapság nagyon kevés helyen él:
Souss Massa Nemzeti Park, Marokkó
- 1994: 220 madár, 57 költőpár
- 2001: 66 költőpár
- 2002: 315 madár
- 2003: 85 költőpár, kb. 100 fióka
- 2004: 420 madár, 98 költőpár, kb. 110 fióka

Birecik, Şanlıurfa tartomány, Törökország
- 1977-ben hoztak létre egy félvadon élő kolóniát, a szabadon élő kolónia mellett
- 2001: 42 felnőtt madár és 17 fióka
- 2002: 19 fióka
- 2005: 86 madár

Az adatok a félvad kolóniára vonatkoznak. A szabadon élő madarak az élőhelyrombolás, a zaklatás, és a fő táplálékukat jelentő sáskák vegyi anyagokkal való irtása miatt innen kihaltak.
Palmyra közelében, Szíria
Itt korábban éltek a madarak, de úgy vélték, hogy kihaltak az 1950-es években.
- 2002 elején fedeztek fel egy kolóniát 7 madár, 3 költőpár
- 2002: 3 fióka
- 2003: 6 felnőtt madár, 3 költőpár, 7 fióka
- 2004: 6 felnőtt madár, 3 költőpár, 4 fióka
- 2005: 5 felnőtt madár, 2 költőpár
- 2006 őszén fiókákkal együtt 13 madarat számláltak.

Műholdfelvételek alapján kiderült hogy a madarak a telet Etiópia hegyvidékén töltik.

## Életmódja

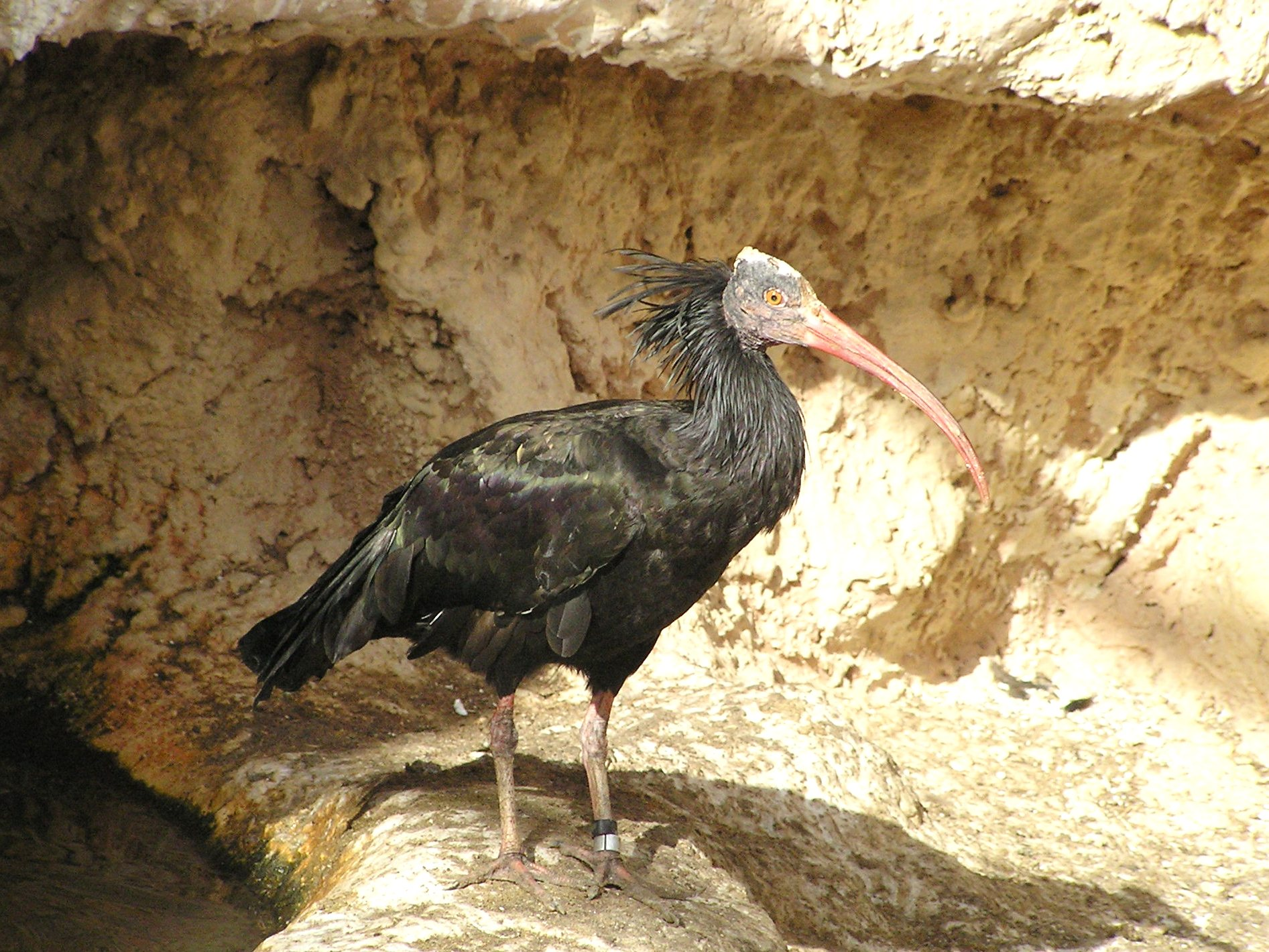

Társas természetű madár, kifejezetten keresi a kapcsolatot fajtársaival és költeni is kolóniában szeret. Az állatkertekben csupán páronként tartott madarak költése gyakran társaság hiányában sikertelen. Költési viselkedést csak kolóniában mutat.
Tápláléka rovarokból, rovarlárvákból, sáskákból, pókokból, kétéltűekből, hüllőkből és kisemlősökből áll. Táplálékkeresés közben a madár erős csőrével döfködi a talajt.
Az Ausztriába visszatelepített madarak is főleg frissen felszántott földeken, nedves réteken és folyópartokon keresik a táplálékot.
Afrikában főleg félsivatagi és szavannai körülmények között kénytelen táplálékot keresni.

## Szaporodása
Évente csak egyszer költ, márciustól júniusig 2-4 tojást rak.
A költőkolónia általában sziklafalon található.
Fészkét ágakból, levelekből építi a sziklapárkányra, sziklafalak repedéseibe és üregeibe. Három-négy fakó kékes tojást rak.
Általában 28 napig kotlik.
A szülők közösen nevelik a fiókákat.
a fiókák eleinte szüleik torkából szedik ki a felöklendezett táplálékot, később az öreg madár megragadja a fióka nyitott csőrét, és így adja át az eleséget.
A fiatalok a keléstől számított 45-50. napon repülnek ki, de még sok ideig szüleikkel maradnak, akik megmutatják nekik hogy mit ehetnek és azt hol tudják megtalálni.
A fiatal madarak kisebb tollsörényt viselnek már kirepülésükkor is, fejük ilyenkor még tollas.
A felnőttek a sajátjaik mellett más fiókákat is etethetnek a kolóniában.

## Visszavadítási programok

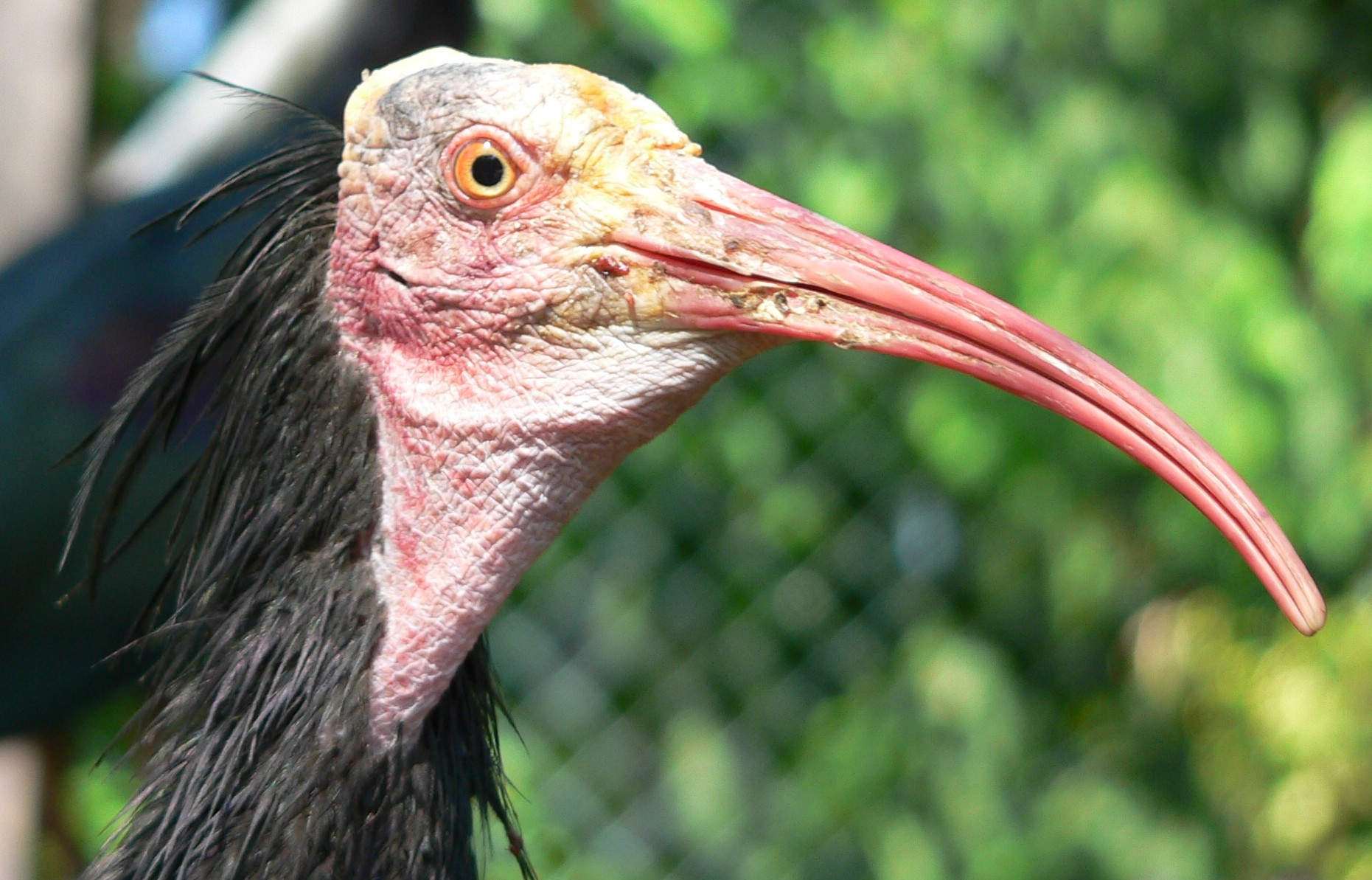
Tarvarjú portré

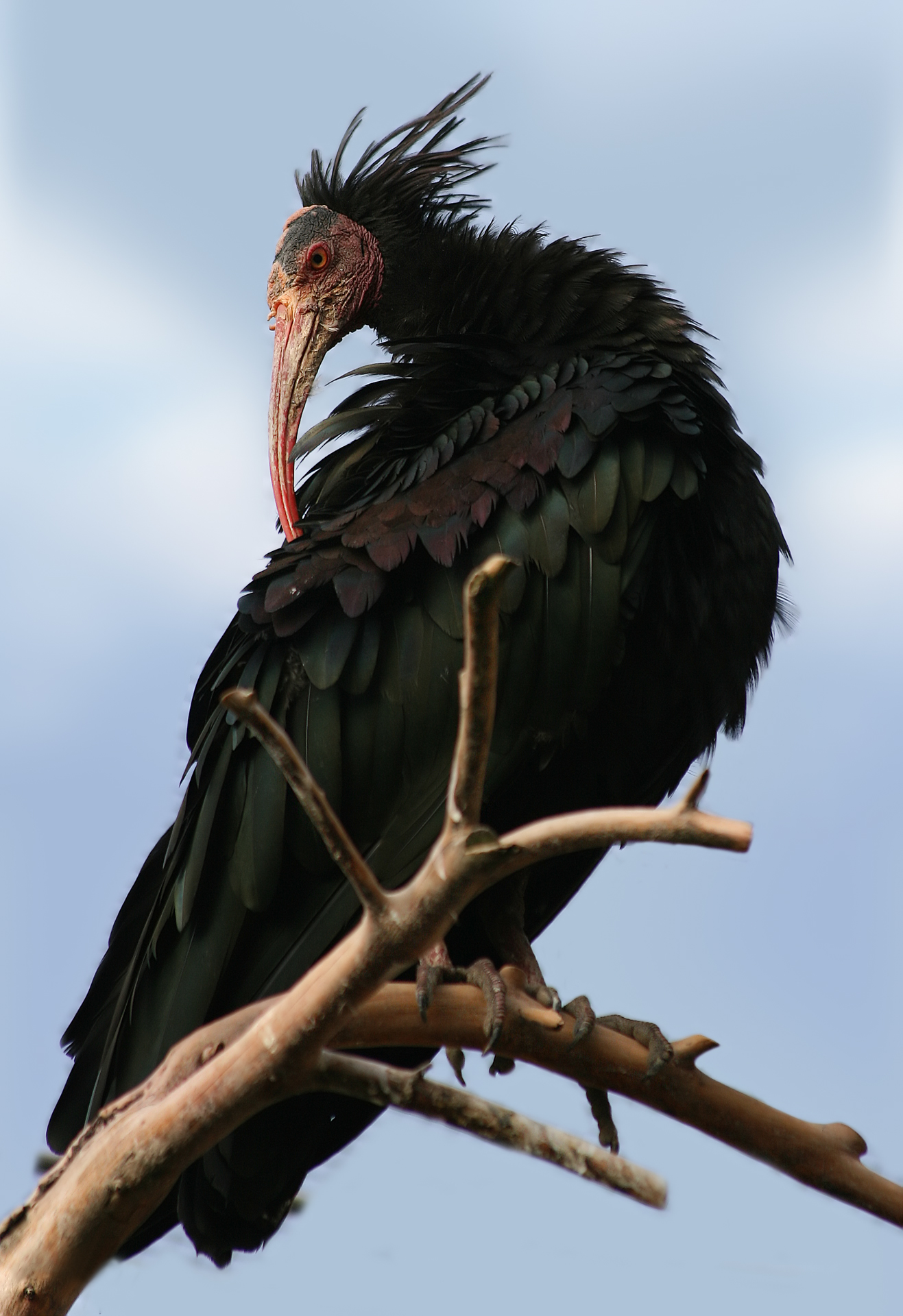

Az állatkertekben tartott tarvarjak fajmentési programjának köszönhetően van jelenleg elég madár a visszavadítási programokhoz. A Grünauban (Ausztria) levő Konrad Lorenz Intézet indított egy visszatelepítési programot, melynek célja a tarvarjak visszatelepítése Ausztriába és Olaszországba.
2004-ben hét és 2005-ben újabb hét fogságban felnevelt tarvarjút telepítettek vissza a WWF Laguna di Orbetello természetvédelmi területére.
350 éve ezek az első szabadon élő tarvarjak Európában.
A madarak jól átteleltek, ami mutatja, hogy a tarvarjakat vissza lehet telepíteni egykori elterjedési területük északi részébe is.
Egy másik visszatelepítési program zajlik Mezguitemben, Marokkóban, ahol egészen 1985-ig költöttek a madarak vadon. 2001-ben ott felnevelődtek az első szabadban kelt fiókák is.
Spanyolországban is folyik 2003 óta egy ötéves visszatelepítési terv. Andalúziában, La Janda területén, nem messze Cádiztól 2004 decemberében 21 madarak engedtek szabadon.
Állatkertekben jelenleg több mint 2.000 példányuk él, jól szaporodnak és van elég fiatal madár a visszatelepítési programokhoz.
Az állatkerti madarak 1920-ban érkeztek Szíriából és Marokkóból.
A faj nemzetközi védelem alatt áll, az Európai Akváriumok és Állatkertek Szövetsége (EAZA) fajmentő programot indított megóvásukra.
Magyarországon a Fővárosi Állat- és Növénykertben, a Szegedi Vadasparkban, a Debreceni Állatkertben és a Pécsi Állatkertben élnek tarvarjak.

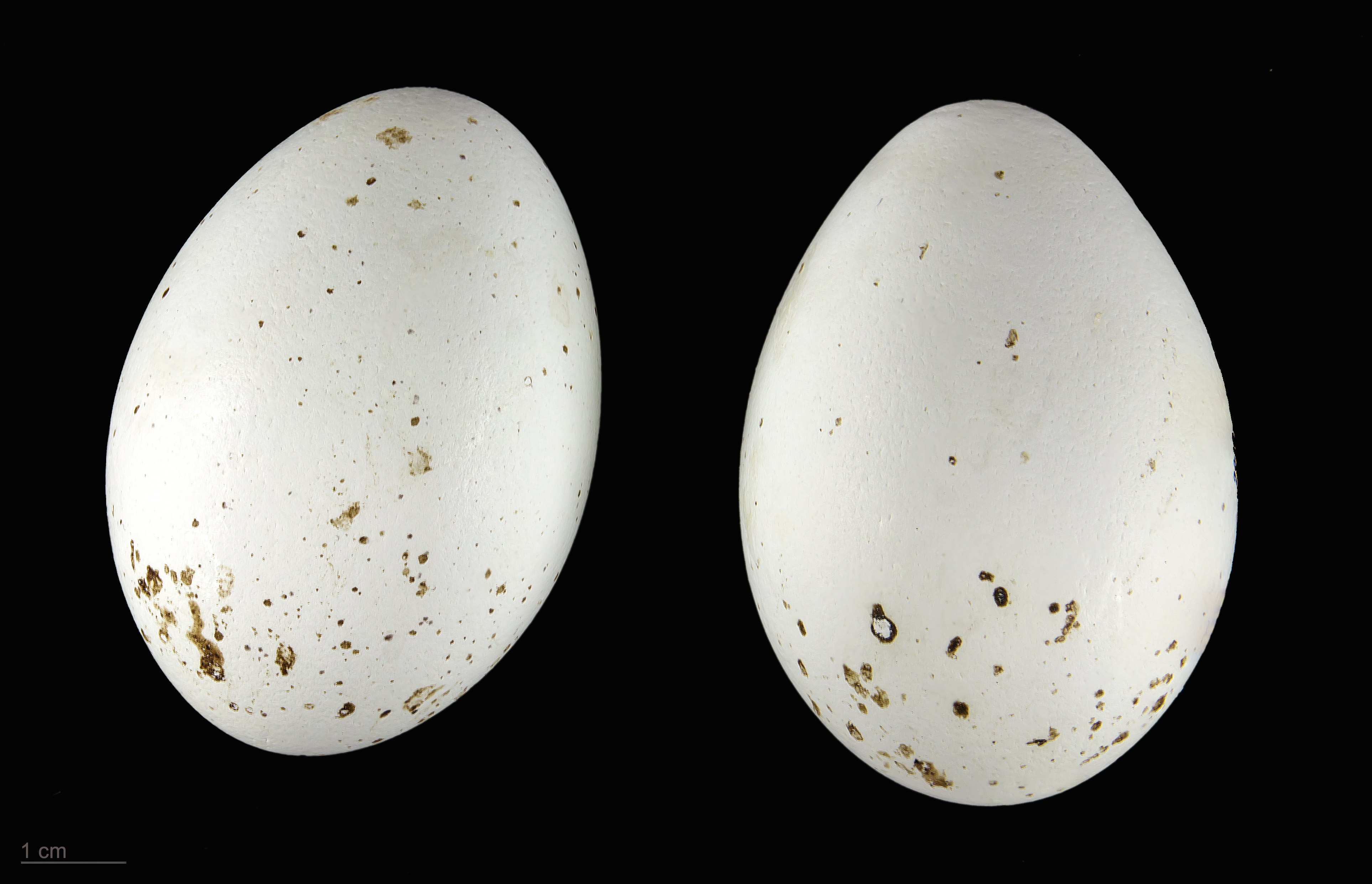
Geronticus eremita